# Lagoa Vermelha
Lagoa Vermelha is een gemeente in de Braziliaanse deelstaat Rio Grande do Sul. De gemeente telt 28.236 inwoners (schatting 2009).

## Aangrenzende gemeenten
De gemeente grenst aan André da Rocha, Barracão, Capão Bonito do Sul, Caseiros, Esmeralda, Guabiju, Ibiaçá, Ibiraiaras, Muitos Capões, Pinhal da Serra, Sananduva, Santo Expedito do Sul, São Jorge en Tupanci do Sul.

## Verkeer en vervoer
De plaats ligt aan de wegen BR-285 en BR-470.